# Jenaro Pérez Villaamil
Jenaro Pérez de Villaamil e d'Huguet (3 de fevereiro de 1807 – 5 de junho de 1854) foi um pintor espanhol de estilo romântico, especializado em paisagens com figuras e cenas arquitetônicas. Ele costumava inflar a escala dos edifícios em relação às figuras para torná-los mais impressionantes.

## Biografia
Ele nasceu em Ferrol, Galiza. Em 1812, ele foi matriculado na academia militar de Santiago de Compostela, onde ajudou seu pai, que era professor lá. Ele foi para Madri em 1820 para estudar no "Reales Estudios de San Isidro" (agora parte do Colegio Imperial de Madrid ). Três anos depois, ele foi a Cádis para alistar-se no exército que lutava contra os " Cem Mil Filhos de São Luís " enviados pelo duque de Angoulême  Ele foi ferido e brevemente preso como prisioneiro de guerra. Depois permaneceu lá para estudar na "Escuela de Bellas Artes".
Em 1830, ele foi para San Juan, Porto Rico, com seu irmão Juan (falecido em 1863), que também era pintor, onde decoraram o Teatro Tapia e lá permaneceram por mais alguns anos, trabalhando como cenógrafos. Ao retornar à Espanha em 1833, ele conheceu o pintor escocês David Roberts, que teve uma influência decisiva em seu estilo. Ele se estabeleceu em Madri em 1834 e se tornou membro da Real Academia de Belas Artes de San Fernando no ano seguinte. Em 1840, ele foi nomeado pintor honorário da rainha Isabel II. Durante o regime de Baldomero Espartero, de 1840 a 1844, ele deixou a esposa e o filho pequeno e viveu no exílio auto-imposto na França e na Bélgica, usando os assuntos artísticos como desculpa para sua ausência.  Depois de viajar pela Europa, ele retornou em 1845 e obteve a cadeira de pintura de paisagem na Academia, onde mais tarde se tornou diretor.
Ele retornou à Galiza para uma estadia prolongada em 1849 e fez longas viagens por toda a Espanha até 1852, quando começou a sofrer de doença hepática. Ele morreu em Madri dois anos depois, com apenas quarenta e sete anos.

## Pinturas selecionadas

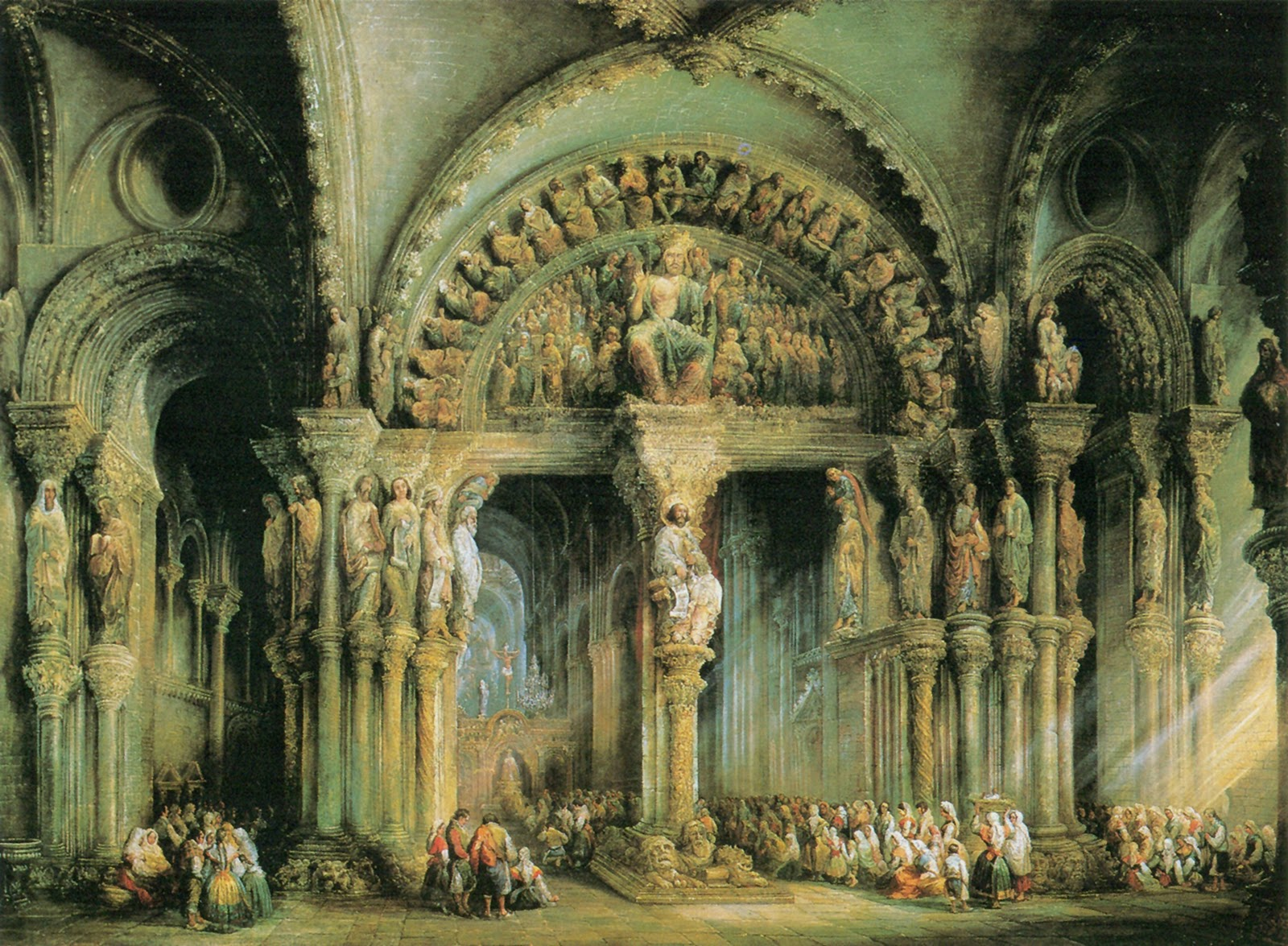
Pórtico da Glória, Catedral de Santiago de Compostela (1849)
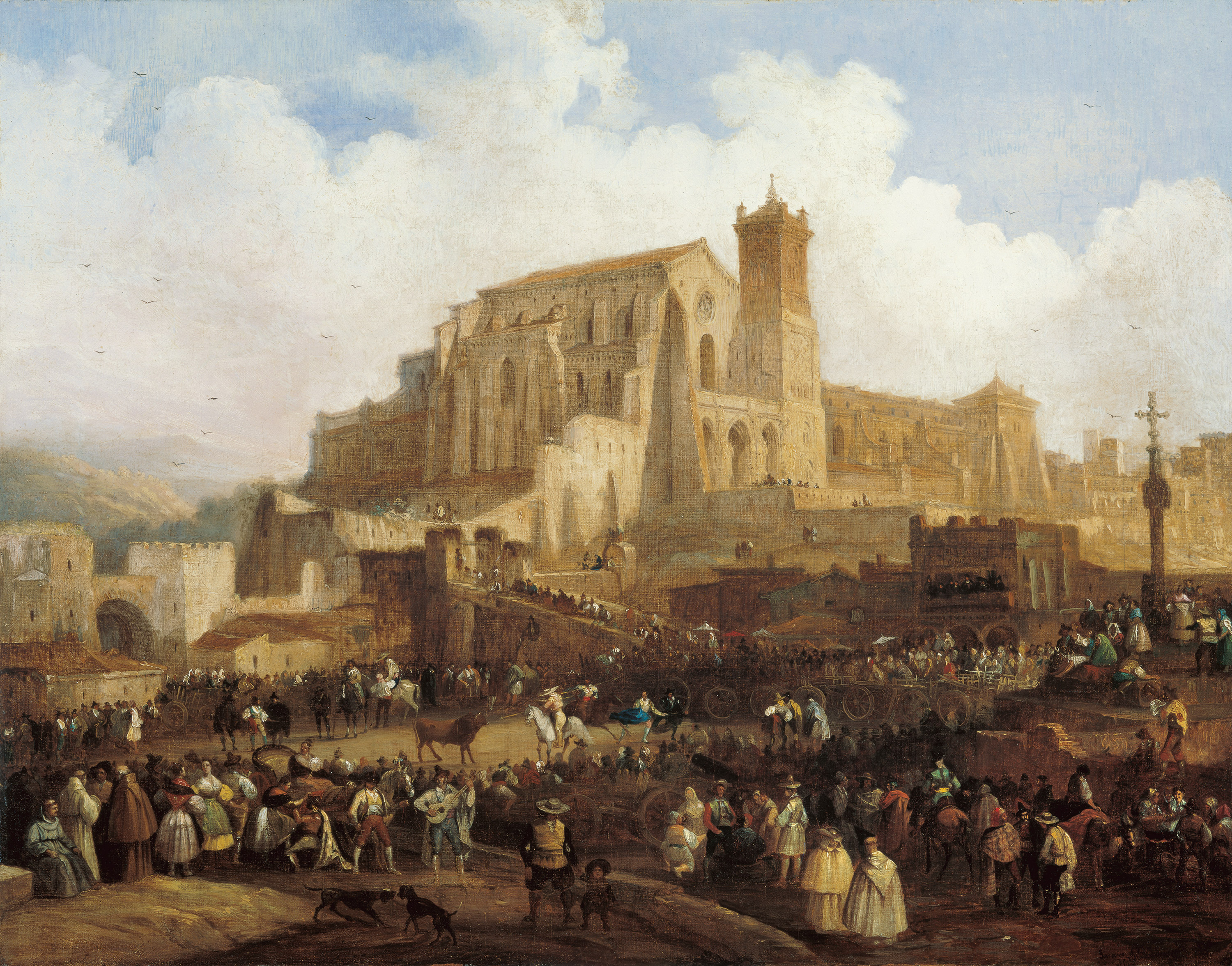
Tourada na Vila (1838)
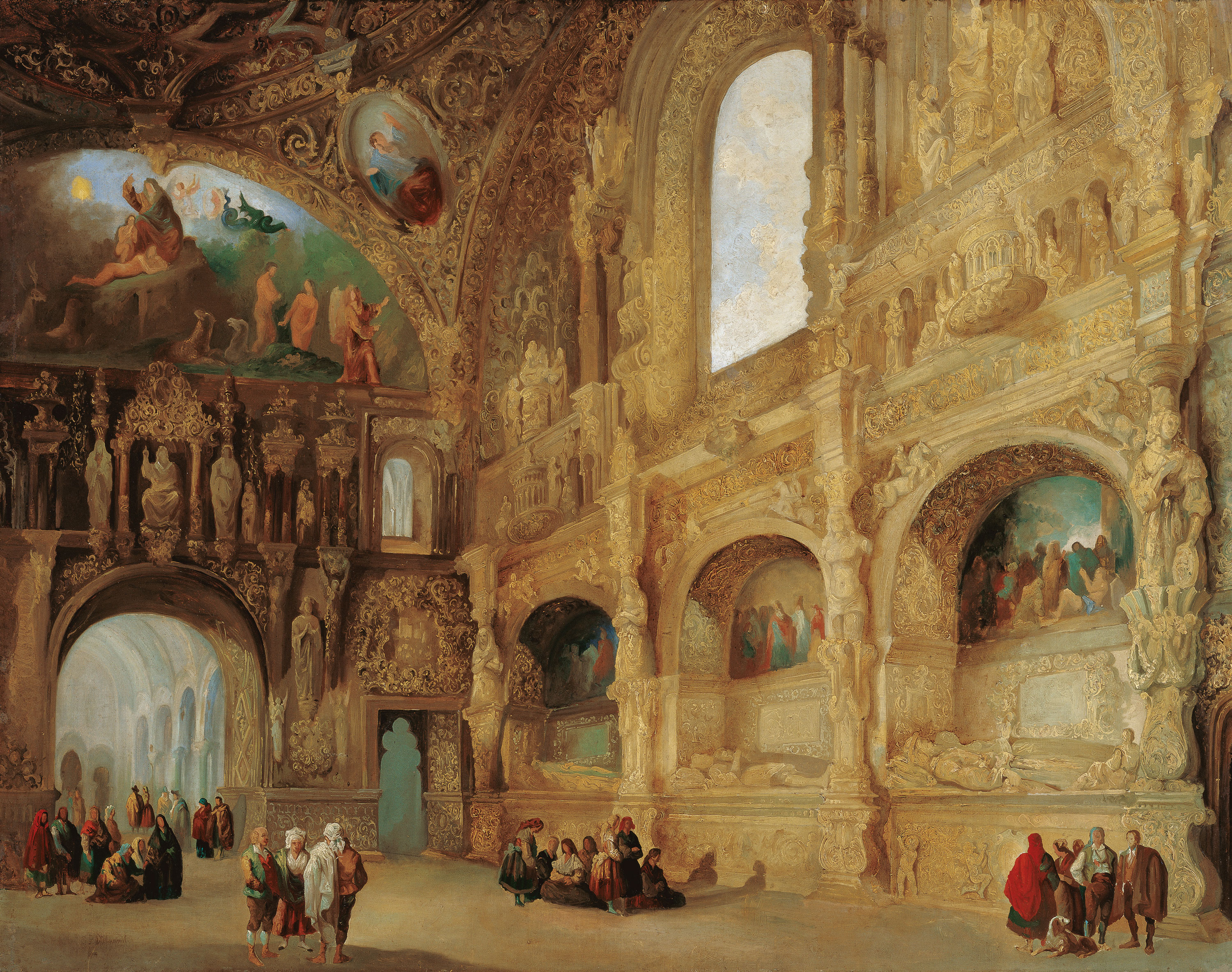
A Capela da Família Benavente em Medina de Rioseco (1842)
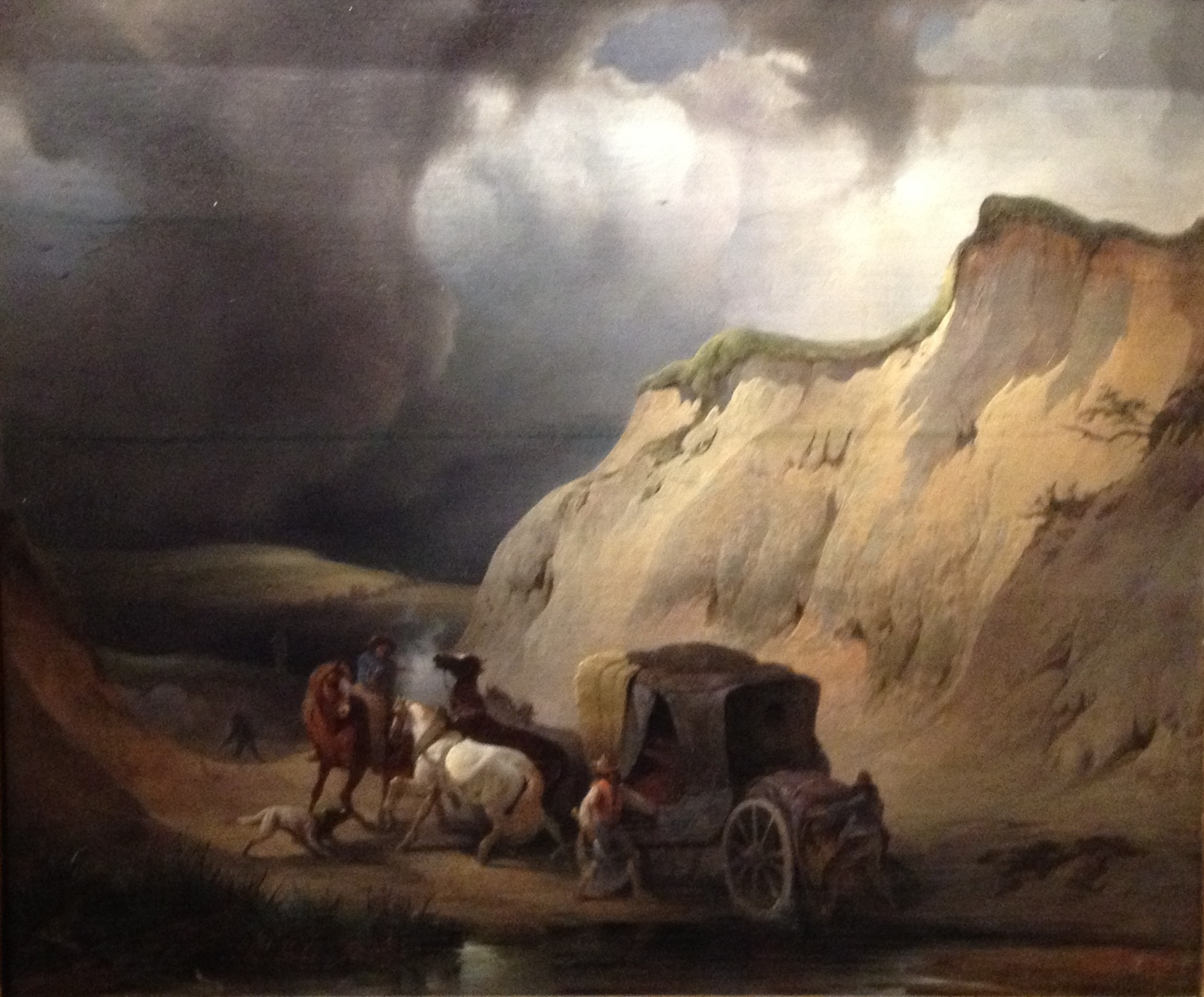
Ataque à diligência (1850)
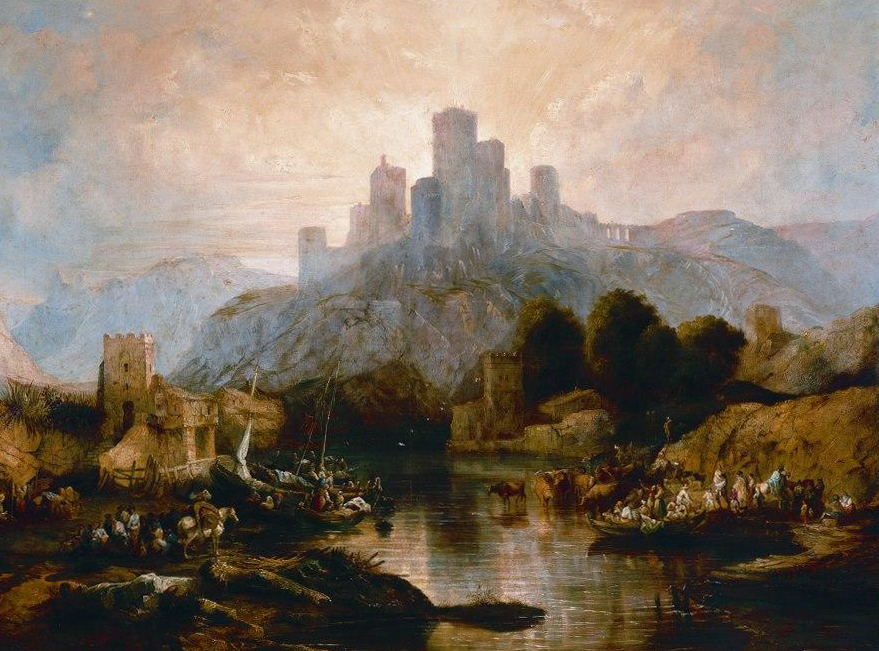
Castelo de Alcalá de Guadaira (1843)

## Publicações
- Jenaro Pérez de Villaamil, com texto de Patricio de la Escosura : Espanha artística e monumental: vistas e descrição dos locais e monumentos mais notáveis da Espanha . Paris: Alberto Hauser (Impressão de Fain & Thunot); Vol.I 1842, Vol.II 1844, Vol.III 1850.